# Đảng Xã hội chủ nghĩa Phục hưng Ả Rập - khu vực Syria
Đảng Xã hội chủ nghĩa Phục hưng Ả Rập - khu vực Syria (tiếng Ả Rập: حزب البعث العربي الاشتراكي – قُطْر سوريا Hizb Al-Ba'ath Al-Arabi Al-Ishtiraki - Qutr Suriya), hay mang tên chính thức là "Đảng bộ khu vực Syria" (Syria là một "khu vực" của quốc gia Ả Rập trong hệ tư tưởng Ba'ath), là một tổ chức chủ nghĩa Tân Ba'ath thành lập vào ngày 7 tháng 4 năm 1947 bởi Michel Aflaq, Salah al-Din al-Bitar và Zaki al-Arsuzi. Đây là nhánh đầu tiên của Đảng Ba'ath nguyên gốc (1947-1966) trước khi đảng này tách do mâu thuẫn nội bộ vào năm 1966 tạo ra hai nhóm Iraq và Syria đối lập nhau. Trở thành đảng cầm quyền từ sau cuộc đảo chính 1963 (còn được gọi là Cách Mạng 8 Tháng 3) được định rõ trong điều 8 hiến pháp 1973 là "đảng tiên phong lãnh đạo xã hội và nhà nước", đảng Ba'ath vẫn là chính đảng nằm toàn quyền ở Syria cho tới này dù hiến pháp đã bỏ điều này trong hiến pháp 2012.

## Lịch sử bầu cử

### Bầu cử tổng thống
| Cuộc bầu cử | Ứng cử viên     | Phiếu bầu  | %      | Kết quả    |
| ----------- | --------------- | ---------- | ------ | ---------- |
| 1971        | Hafez al-Assad  | 1.919.609  | 99,2%  | Green tick |
| 1978        | Hafez al-Assad  | 3.975.729  | 99,9%  | Green tick |
| 1985        | Hafez al-Assad  | 6.200.428  | 100%   | Green tick |
| 1991        | Hafez al-Assad  | 6.726.843  | 99,99% | Green tick |
| 1999        | Hafez al-Assad  | 8,960,011  | 100%   | Green tick |
| 2000        | Bashar al-Assad | 8,689,871  | 99,7%  | Green tick |
| 2007        | Bashar al-Assad | 11.199.445 | 99,82% | Green tick |
| 2014        | Bashar al-Assad | 10.319.723 | 88,7%  | Green tick |

### Bầu cử Hội đồng Nhân dân Syria
| Cuộc bầu cử | Lãnh đạo đảng      | Số ghế    | +/         |
| ----------- | ------------------ | --------- | ---------- |
| 1949        |                    | 1 / 114   | 1          |
| 1953        |                    | 0 / 82    | 1          |
| 1954        |                    | 22 / 140  | 22         |
| 1961        | Nureddin al-Atassi | 20 / 140  | 2          |
| 1973        | Hafez al-Assad     | 122 / 250 | 102        |
| 1977        | Hafez al-Assad     | 125 / 250 | 3          |
| 1981        | Hafez al-Assad     | 127 / 250 | 2          |
| 1986        | Hafez al-Assad     | 130 / 250 | 3          |
| 1990        | Hafez al-Assad     | 134 / 250 | 4          |
| 1994        | Hafez al-Assad     | 135 / 250 | 1          |
| 1998        | Hafez al-Assad     | 135 / 250 | Giữ nguyên |
| 2003        | Bashar al-Assad    | 167 / 250 | 32         |
| 2007        | Bashar al-Assad    | 169 / 250 | 2          |
| 2012        | Bashar al-Assad    | 168 / 250 | 1          |
| 2016        | Bashar al-Assad    | 172 / 250 | 4          |
| 2020        | Bashar al-Assad    | 166 / 250 | 6          |

## Đảng Ca
| Chữ Ả Rập | La Mã hóa | Bản dich tiếng Việt |
| --- | --- | --- |
| يا شباب العرب هيا وانطلق يا موكبي وارفع الصوت قوياً عاش بعث العـرب يا شباب العرب هيا وانطلق يا موكبي وارفع الصوت قوياً عاش بعث العـرب نحن فلاح وعامل وشباب لا يلين نحن جندي مقاتل نحن صوت الكادحين من جذور الأرض جئنا من صميم الألم بالضحايا ما بخلنا بالعطاء الأكرم يا شباب العرب هيا وانطلق يا موكبي وارفع الصوت قوياً عاش بعث العـرب خندق الثوار واحد أو يقال الظلم زال صامد يا بعـث صامد أنت في ساح النضال وحد الأحـرار هيا وحد الشعب العظـيم وامض يا بعث قوياً للغد الحر الكريم يا شباب العرب هيا وانطلق يا موكبي وارفع الصوت قوياً عاش بعث العـرب | ya šabāba-l'arbi hayyā wanṭaliq yā mawkibī warfa'i-ṣṣawta qawiyān 'aša Ba'athu-l'arabi ya šabāba-l'arbi hayyā wanṭaliq yā mawkibī warfa'i-ṣṣawta qawiyān 'aša Ba'athu-l'arabi naḥnu fallaḥu wa'āmil washabābu-lla yalīn naḥnu jundi yun muqātil naḥnu sawtu-lkādaḥin min juðūri-l'Arḍi ji.nā min samimi-l-alami bī-ḍḍaḥāyā mā bakhilnā bi-l'aṭā il'akrami ya šabāba-l'arbi hayyā wanṭaliq yā mawkibī warfa'i-ṣṣawta qawiyān 'aša Ba'athu-l'arabi khandaqu-ththuwwāri wāḥid .aw yuqāla-ẓẓulmu zāl ṣāmidun ya Ba'athu ṣāmid .anta fī sāḥi-nniḍāl waḥidi-l.aḥrara hayyā waḥidi-shsha'aba-l'aẓīm wāmḍi yā Ba'athu qawiyyān lilġadi-lḥurri-lkarīm ya šabāba-l'arbi hayyā wanṭaliq yā mawkibī warfa'i-ṣṣawta qawiyān 'aša Ba'athu-l'arabi | Thanh niên Ả Rập, hãy đứng dậy và hành quân để chiến đấu với kẻ thù của bạn, Hãy cất cao giọng nói: "Đảng Ba'ath Ả Rập muôn năm!" Thanh niên Ả Rập, hãy đứng dậy và hành quân để chiến đấu với kẻ thù của bạn, Hãy cất cao giọng nói: "Đảng Ba'ath Ả Rập muôn năm!" Chúng ta là nông dân, công nhân và tuổi trẻ bền bỉ, Chúng tôi là những người lính, chúng tôi là tiếng nói của người lao động, Chúng tôi đến từ cội nguồn của vùng đất này và nỗi đau từ trái tim, Chúng tôi không keo kiệt khi hy sinh một cách cao thượng. Thanh niên Ả Rập, hãy đứng dậy và hành quân để chiến đấu với kẻ thù của bạn, Hãy cất cao giọng nói: "Đảng Ba'ath Ả Rập muôn năm!" Tất cả những người cách mạng vào chiến hào, vẫn còn bất công, Người Ba'ath sẽ không bao giờ đầu hàng và ngừng đấu tranh. Đi Ba'ath. Đoàn kết mọi người cách mạng, đoàn kết mọi vĩ nhân, Hãy mạnh mẽ vì ngày mai trong tự do và nhân phẩm. Thanh niên Ả Rập, hãy đứng dậy và hành quân để chiến đấu với kẻ thù của bạn, Hãy cất cao giọng nói: "Đảng Ba'ath Ả Rập muôn năm!" |